# Gastre (Chubut)
Gastre is een plaats in het Argentijnse bestuurlijke gebied Gastre in de provincie Chubut. De plaats telt 557 inwoners en is gesticht in 1904.

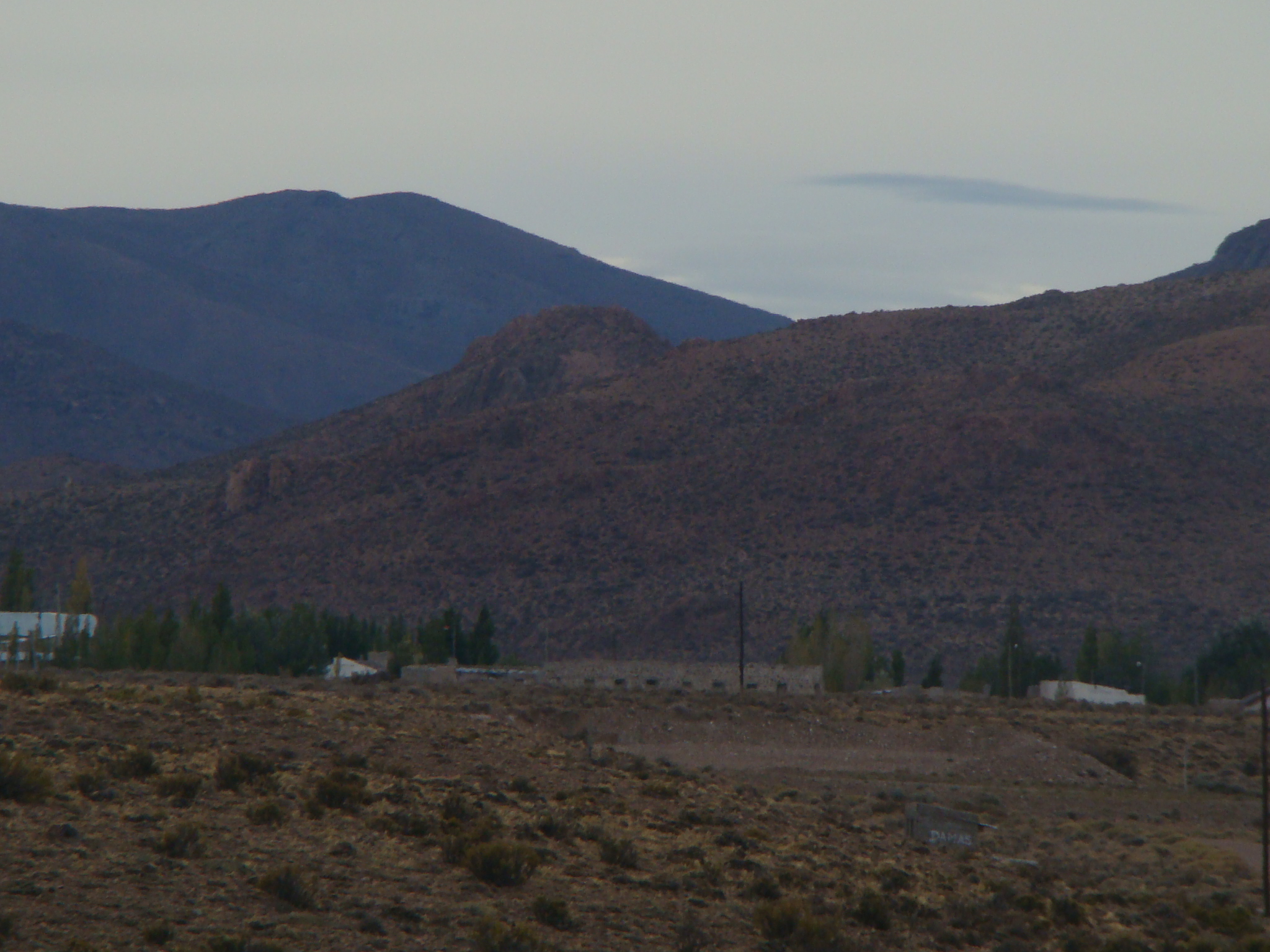
Landschap bij Gastre